# Zukunft Heimat
Zukunft Heimat ist ein 2015 in Brandenburg gegründeter rechtsextremistischer Verein mit nationalistisch-flüchtlingsfeindlicher Ausrichtung. Sein „strukturelles Zusammenwirken“ mit dem AfD-Landesverband Brandenburg wird als beispielhaft für die Verflechtung der brandenburgischen Alternative für Deutschland (AfD) mit rechtsextremistischen Strukturen genannt. Beide Organisationen werden vom Verfassungsschutz Brandenburg beobachtet.

## Vereinsstruktur
Der Vereinssitz des 2015 gegründeten Vereins ist in Cottbus. Vereinsvorsitzende ist die Friseurin Anne Haberstroh. Sie und ihr Vorgänger Hans-Christoph Berndt waren zuvor in der Bürgerinitiative Pro Zützen aktiv.

## Aktivitäten
Der Verein organisiert Demonstrationen und Kundgebungen, die sich gegen Flüchtlinge und andere Ausländer richten. Zentrum der Aktivitäten ist überwiegend die Stadt Cottbus. Der Verein unterstützt aber auch Demonstrationen in anderen Städten Südbrandenburgs und Sachsen-Anhalts. Im Mai 2017 startete der Verein die Kampagne „Grenzen ziehen“, die vor allem Demonstrationen in Cottbus anstrebte – die Teilnehmerzahlen wuchsen bis Januar 2018 auf mehrere Tausend Personen pro Veranstaltung an.
Die Demonstrationsaktivität des Vereins ist überregional bekannt und wird als Besonderheit der Region hervorgehoben.
Zukunft Heimat inszeniert sich auch als Heimatverein und engagiert sich für Radwege und Erntedankfeste.

## Verbindungen zu anderen Organisationen
Der Verein ist eng mit anderen neurechten und rechtsextremen Organisationen verknüpft. Das Landesamt für Verfassungsschutz des Landes Brandenburg berichtet von engen Kontakten zur Identitären Bewegung. Der Verein rekrutiert offenbar auch aus Kreisen früherer bereits verbotener Organisationen (Widerstand Südbrandenburg, Spreelichter). Weitere Kontakte bestehen zu Pegida, dem Bürgerforum Südbrandenburg, dem Institut für Staatspolitik und dem Verein Ein Prozent für unser Land, die sich teils materiell, ideell oder personell bei Zukunft Heimat engagieren. Vernetzt ist der Verein außerdem mit den Initiativen Kandel ist überall (Kandel), Merkel muss weg (Berlin), Heimatliebe Brandenburg (Eberswalde) und Pro Mitsprache (Dresden). In der Region Südbrandenburg wird der Verein mitunter als Dachorganisation weiterer regionaler Gruppen angesehen. Als Redner eingeladen wurden unter anderem Jürgen Elsässer und Götz Kubitschek.
Zudem bestehen umfangreiche Kontakte zur AfD. So traten Andreas Kalbitz und Birgit Bessin als Sprecher bei Demonstrationen auf. Der Verein beteiligt sich an Wahlkampfaktivitäten der Partei. Der Vereinsvorsitzende und -mitgründer Hans-Christoph Berndt kam bei der Landtagswahl in Brandenburg 2019 als Direktkandidat der AfD in den Landtag und wurde im Oktober 2020 als Nachfolger des aus der Partei ausgeschlossenen Rechtsextremisten Andreas Kalbitz zum Fraktionsvorsitzenden der AfD im brandenburgischen Landtag gewählt.
Verbindungen bestehen außerdem zur Szene der Fußballhooligans, sowohl regional als auch überregional.

## Bewertung durch Verfassungsschutzbehörden
Das Landesamt für Verfassungsschutz des Landes Brandenburg stellte 2018 Verbindungen von Zukunft Heimat mit Rechtsextremen fest. Aufgrund der engen personellen Nähe der AfD Brandenburg zu dem Verein und mit ihm verbundenen anderen, teils rechtsextremen Gruppierungen wird der Landesverband der Partei von der Verfassungsschutzbehörde untersucht. Anfang 2020 wurde Zukunft Heimat als „erwiesen rechtsextremistisch“ eingestuft. Der Verfassungsschutz sieht den Verein unter neonationalsozialistischem Einfluss stehend. Laut dem Verfassungsschutz verbreitet Zukunft Heimat rassistische, antisemitische sowie islam- und fremdenfeindliche Thesen.

## Reaktionen
Die Evangelische Kirche Berlin-Brandenburg-schlesische Oberlausitz erwägt, Mitglieder rechtskonservativer Vereine von Leitungsfunktionen in kirchlichen Gemeinden auszuschließen. Hierzu wird auch Zukunft Heimat gezählt. Kirchengemeinden thematisieren den Verein in Friedensgebeten.
Demonstranten von Fridays for Future distanzieren sich klar von Zukunft Heimat.
In Cottbus gründeten sich Gegeninitiativen, die die von Zukunft Heimat geführten Demonstrationen durch Gegendemos begleiten.
Überregionale Medien berichten seit 2018 regelmäßig über die Demonstrationen in Cottbus.
Die organisierten Demonstrationen des Vereins stehen auch deswegen in der Kritik, weil sich dort Übergriffe auf Journalisten ereignet haben.
Das Moses-Mendelssohn-Zentrum in Potsdam hat in einer Studie insgesamt 69 Reden der Zukunft-Heimat-Demonstrationen inhaltlich und sprachlich ausgewertet. Die Forschergruppe beschreibt ein Muster aus rassistischen und antidemokratischen Sprachelementen.